# Nyingma

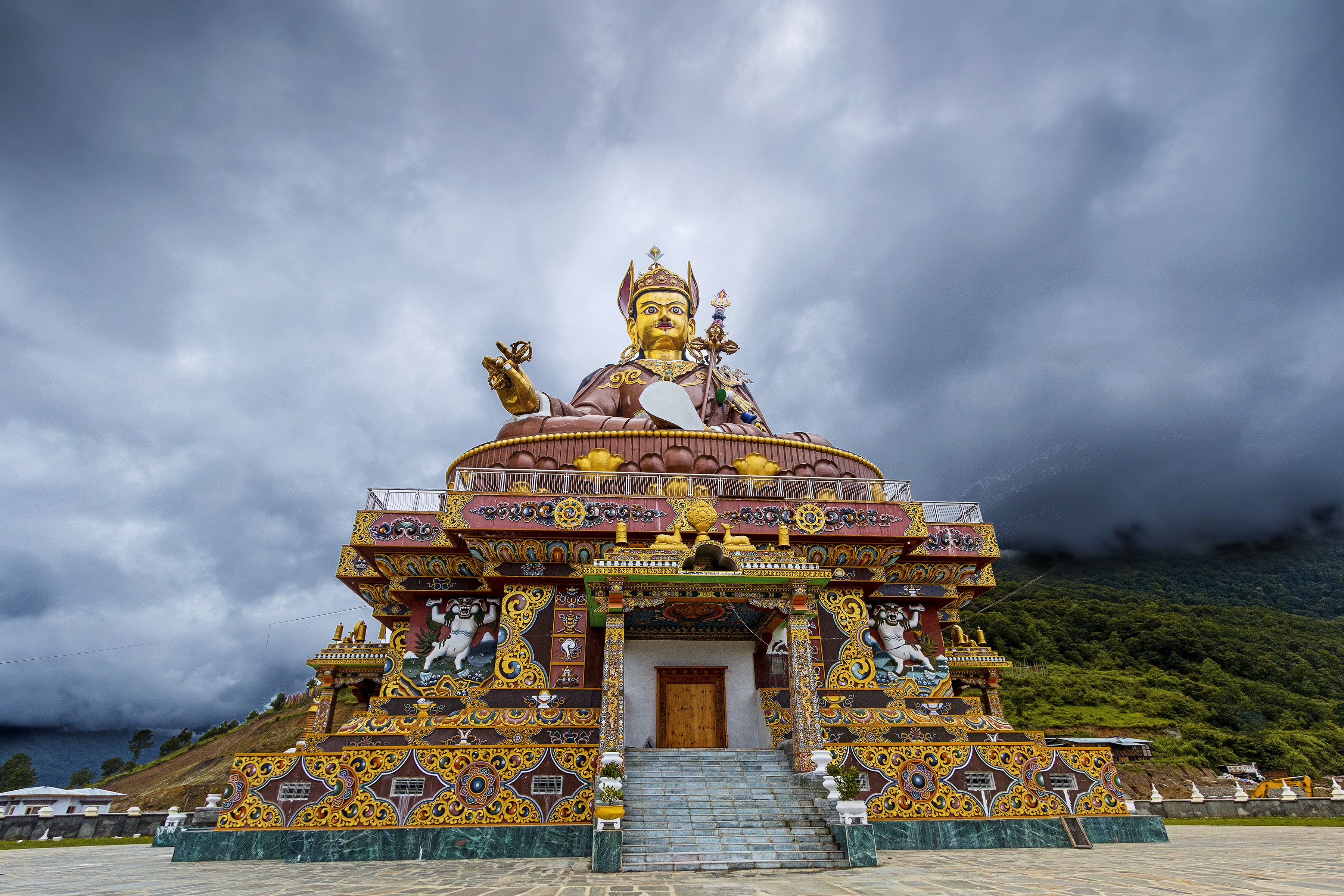
Estàtua de Padmasambhava, Bhutan.

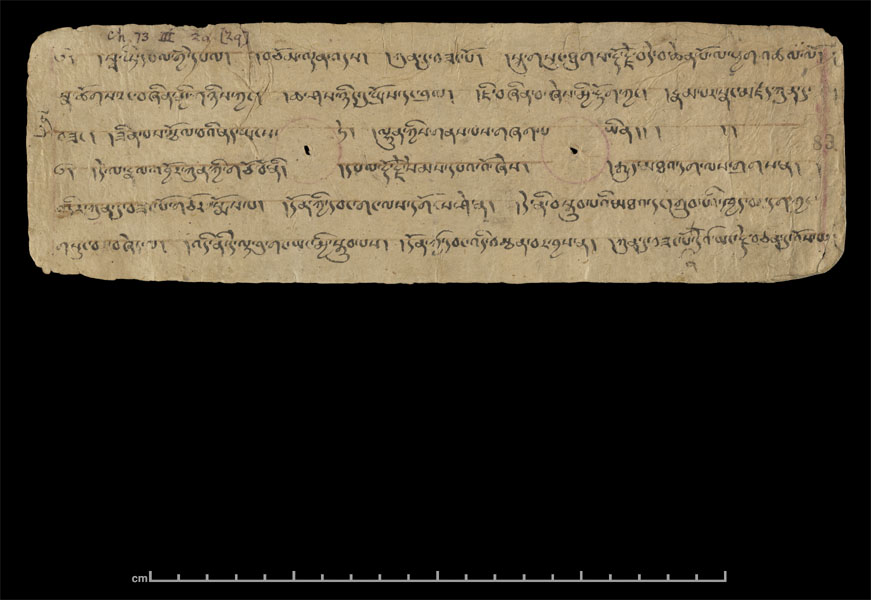
Text dzogchen

La tradició Nyingma o Nyingmapa sol ser considerada la més antiga de les quatre principals escoles del budisme tibetà. Segons la llegenda, Padmasambhava n'és una figura clau, com a introductor del budisme al Tibet al segle viii.
El dzogchen és un concepte tàntric distintiu de l'escola Nyingma, però que també ha estat adoptat per altres tradicions.